# Barcillonnette
Barcillonnette település Franciaországban, Hautes-Alpes megyében. Lakosainak száma 140 fő (2022. január 1.). Barcillonnette Esparron, Monêtier-Allemont, Ventavon és Vitrolles községekkel határos.

## Népesség
A település népességének változása:
| Lakosok száma | 88   | 83   | 102  | 123  | 156  | 151  | 136  | 127  | 123  | 140  |
|               | 1968 | 1982 | 1990 | 2006 | 2013 | 2015 | 2017 | 2019 | 2020 | 2022 |